# シーラーチャー郡
座標: 北緯13度10分28秒 東経100度55分50秒 / 北緯13.17444度 東経100.93056度

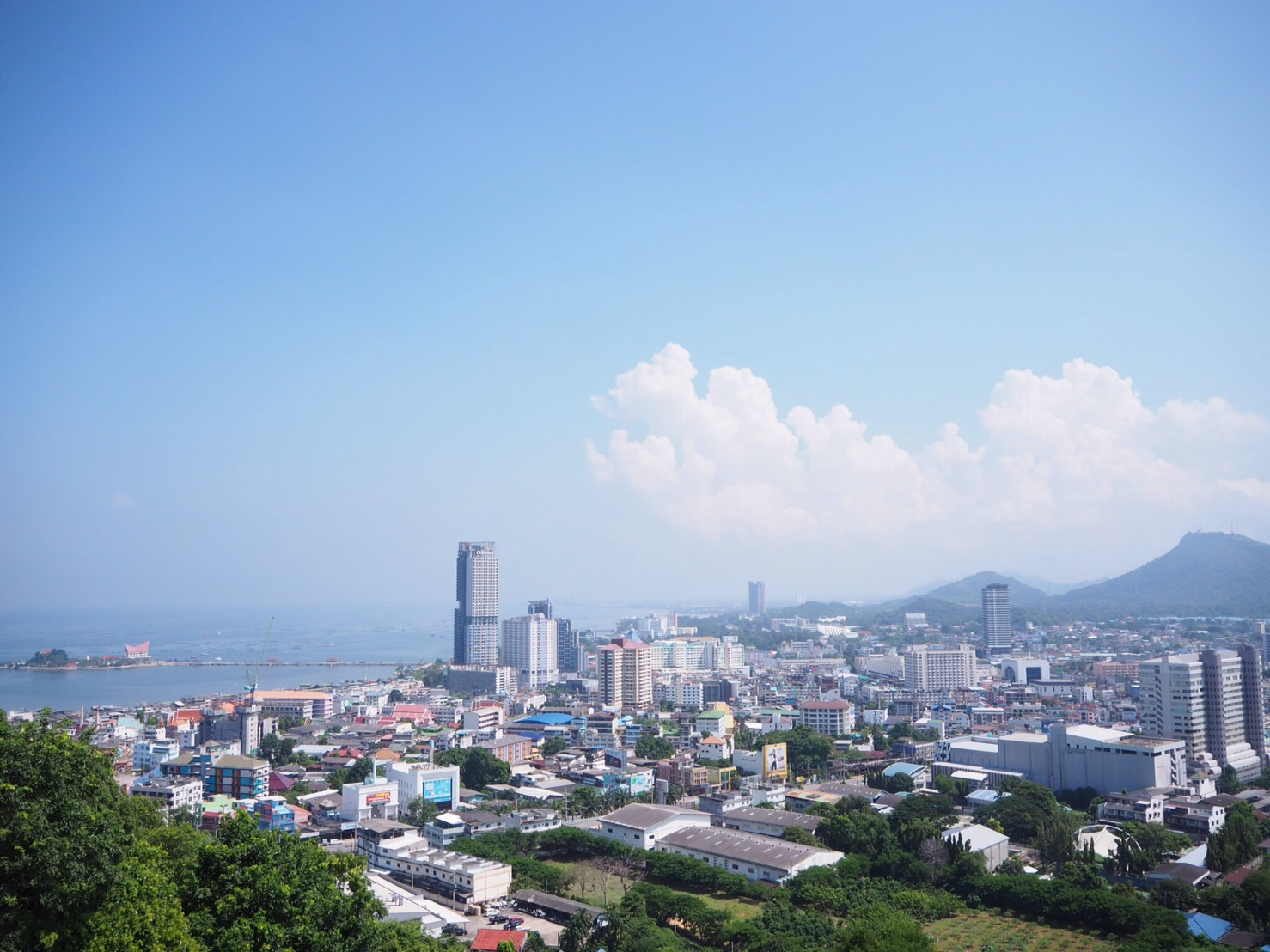
スカイライン

シラチャ郡（シラチャぐん、シラチャ、シラチャ郡、シラチャーとも）は、タイ・チョンブリー県の郡（アムプー）の1つ。郡の中心地は小さな町でタイランド湾に面しており、チョンブリーとパタヤの中ほどにある。1990年以前は漁村であり、建物や人口も少なかったが、1990年代以降は周辺工業地帯における日本企業進出によって日本人居住街となり、世界でも有数の日本人街として成長している。

## 名称
シーラーチャーはサンスクリット語のシュリー・ラージャー (Śrīrājā) のタイ語化したもので、吉祥なる王を意味する。

## 歴史
シラチャは元々現在のバーンラムン郡の領域内にあり、現在のタムボン・バーンプラにその中心が置かれたこともあったが、モントン制の導入に伴いチョンブリーに編入され、中心もチョンブリーに移された。
その後、タムボン・バーンプラを中心として1894年にバーンプラ郡が開設された。チャオプラヤー・スラサックモントリーという人物が1903年にバーンプラの中心地をタムボン・バーンプラから現在のタムボン・シラチャに移転した後、1917年にシラチャ郡と改称された。

## 地理
タイランド湾東部に位置し、郡の東側には山岳地帯が広がる。
交通は南北に鉄道が走っているほか。国道3号線（スクムウィット通り）が南北に走っており、北はチョンブリー方面と、南はサッタヒープ郡方面とつながっている。
- シラチャ市内→バンコク（2時間）
- シラチャ市内→パッタヤー（30分）
- シラチャ市内→バンクセン（30分）
- シラチャ市内→スワンナプーム国際空港（1時間20分）

## 経済
郡内の主要産業は農業と工業である。市内における主要産業は日本人関連によるものである。シラチャ市内周辺は日本人街となっており、日本人経済効果によって発展した街ともいえる。シラチャ郡には、現在9000人から10,000人の日本人が居住しているといわれ、多くが周辺工業団地に勤務するためにシラチャ市内に滞在している。市内には、日本人会、日本人学校、幼稚園などもある。日本人学校開校前の2009年までは日本人単身駐在者が多かったが、それ以降は家族での日本人駐在員が増えると予想される。
日本人居住者増加に伴い、日本食レストラン、旅行代理店、ホテル（サービスアパート）、商社、日本人用本屋なども進出しており、世界でも稀にみる日本人街へ成長している。
工業
周辺には多くの工業団地があり、サハ工業団地(サハグループ)、レームチャバン工業団地、ピントーン工業団地、アマタシティー工業団地、イースタンシーボード工業団地 (ラヨーン)、ヘームラート・イースタンシーボード工業団地、ボーウィン工業団地があり、多数の日本企業が進出している。
観光産業
ゴルフ天国でも知られており、周辺には有名ゴルフ場が点在している。周辺ゴルフ場の中間地点に位置しているシラチャを中心にしてゴルフ場へ行く日本人、中国人、韓国人観光客も多い。市内にはローイ島があり、海産物販売やシーフードレストランなどもあるほか、地元のタイ人や日本人で賑わっている。ローイ島からシーチャン島への定期便も毎日出ており、日帰り旅行をする人も少なくない。また、カオキアオ開放動物園やシラチャ・タイガー・ズーなどの動物園があり、中国人や韓国人の観光客も多い。
また、チョンブリー県にあるブーラパー大学、世界的観光地のパッタヤーにもアクセスしやすい。
商業施設
Pacific Park(Robinson)、J-Parkシラチャ、DON DON DONKI J-PARK Sriracha店(2022年9月9日オープン)
ナイトライフ
周辺工業団地における多数の日本企業進出により、シラチャ・ロビンソン周辺には日本人カラオケやスナックなどがあり、夜になると多くの駐在員で賑わう。

## 行政区分
シラチャ郡は8のタムボンに分かれ、さらにその下位に58の村（ムーバーン）がある。自治体（テーサバーン）が2つ設置されており、以下のようになっている。
- テーサバーンムアン・シラチャ - タムボン・シラチャ全体。
- テーサバーンタムボン・レームチャバン - タムボン・トゥンスクラー、タムボン・ブン、タムボン・スラサック全体および、タムボン・ノーンカームの一部。および、近隣のバーンラムン郡の一部。

以下は郡内のタムボンの一覧である。
1. タムボン・シラチャ - ตำบลศรีราชา
2. タムボン・スラサック - ตำบลสุรศักดิ์
3. タムボン・トゥンスクラー - ตำบลทุ่งสุขลา
4. タムボン・ブン - ตำบลบึง
5. タムボン・ノーンカーム - ตำบลหนองขาม
6. タムボン・カオカンソン - ตำบลเขาคันทรง
7. タムボン・バーンプラ - ตำบลบางพระ
8. タムボン・ボーウィン - ตำบลบ่อวิน